# Федорович, Си Джей
Колтон Джон «Си Джей» Федорович (англ. Colton John «C. J.» Fiedorowicz, 22 октября 1991, Джонсберг) — профессиональный футболист, тайт-энд. Выступал в НФЛ в составе «Хьюстон Тексанс» с 2014 по 2017 год. Завершил карьеру из-за неоднократных сотрясений мозга.

## Биография

### Любительская карьера
Си Джей родился в Джонсберге в штате Иллинойс. Спортом он начал заниматься во время учёбы в школе. Два года Федорович играл в школьной команде по бейсболу и занимался лёгкой атлетикой. На протяжении четырёх лет Си Джей играл за баскетбольную команду, набрав более 1 400 очков и установив школьный рекорд. В команде по американскому футболу он выходил на поле на позициях тайт-энда, ресивера, раннинбека, квотербека, лайнбекера и сэйфти, в выпускном классе был капитаном команды. Его результаты на приёме — 3 121 ярд и 42 тачдауна — вошли в число десяти лучших достижений в истории штата. После окончания школы Федорович принял участие в Матче всех звёзд школьных команд — Олл-Американ Боуле, телеканал ESPN включил его в число 150 лучших игроков страны.
Си Джей поступил в Айовский университет и в 2010 году начал выступления за его команду в чемпионате NCAA. В дебютном сезоне он принял участие в тринадцати играх команды, отметившись двумя захватами в составе спецкоманд. В чемпионате 2011 года Федорович также провёл тринадцать матчей, в пяти из которых выходил в стартовом составе команды. На приёме он набрал 167 ярдов и занёс три тачдауна. В завершавший сезон игре за Инсайт Боул он набрал 23 ярда и занёс тачдаун в четвёртой четверти, но «Айова Хокайс» уступили «Оклахоме» со счётом 14:31.
В 2012 году он закрепился в стартовом составе «Хокайс», сыграв во всех двенадцати матчах команды. За сезон Си Джей набрал на приёме 433 ярда и по итогам опроса тренеров и журналистов был включён в символическую сборную конференции Биг Тен. В сезоне 2013 года Федорович сыграл в тринадцати матчах и стал лучшим в команде по числу тачдаунов на приёме. Три раза его признавали лучшим тайт-эндом недели, он также снова вошёл в символическую сборную конференции по версиям тренеров команд и журнала Athlon Sports. В январе 2014 года Си Джей принял участие в Матче всех звёзд выпускников — Сениор Боуле.

#### Статистика выступлений в NCAA
| Сезон | Команда      | Игры | Приём | Приём | Приём | Приём | Вынос | Вынос | Вынос | Вынос |
| Сезон | Команда      | Игры | Rec   | Yds   | Y/A   | TD    | Att   | Yds   | Y/A   | TD    |
| ----- | ------------ | ---- | ----- | ----- | ----- | ----- | ----- | ----- | ----- | ----- |
| 2010  | Айова Хокайс | 13   | 0     | 0     | 0,0   | 0     | 0     | 0     | 0,0   | 0     |
| 2011  | Айова Хокайс | 13   | 16    | 167   | 10,4  | 3     | 0     | 0     | 0,0   | 0     |
| 2012  | Айова Хокайс | 12   | 45    | 433   | 9,6   | 1     | 0     | 0     | 0,0   | 0     |
| 2013  | Айова Хокайс | 13   | 30    | 299   | 10,0  | 6     | 0     | 0     | 0,0   | 0     |
| Всего | Всего        | 51   | 91    | 899   | 9,9   | 10    | 0     | 0     | 0,0   | 0     |

### Профессиональная карьера
В 2014 году Си Джей выставил свою кандидатуру на драфт НФЛ. Плюсами игрока перед выбором отмечались его габариты и физическая сила, хорошая подвижность, умение ловить мяч. В качестве недостатков указывалась невысокая скорость бега и недостаточный уровень профессионализма в работе на тренировках.
В третьем раунде драфта Федоровича выбрал клуб «Хьюстон Тексанс». Он стал пятым тайт-эндом в составе команды. Комментируя выбор, сайт ESPN отметил, что Си Джей хорошо действует на блоках, но чтобы пробиться в основной состав ему нужно будет делать больше. Контракт с командой он подписал 23 мая 2014 года.
В первых двух сезонах в составе «Тексанс» Федорович большую часть времени выполнял функции блокирующего, набрав на приёме всего 195 ярдов и два тачдауна в тридцати одной игре. Активно задействовать его в нападении начали только в чемпионате 2016 года, когда с приходом квотербека Брока Освайлера изменился стиль нападения команды. За сезон Си Джей 89 раз становился целью для передач, войдя в первую десятку тайт-эндов в НФЛ по этому показателю. По итогам регулярного чемпионата он стал третьим в команде по количеству набранных на приёме ярдов.
После окончания сезона 2016 года он подписал с клубом новый трёхлетний контракт на сумму 22 млн долларов. Летом и осенью 2017 года Федорович получил два сотрясения мозга и был внесён в список травмированных после первой игровой недели. В ноябре он вернулся в состав, но спустя три недели в игре с «Теннесси Тайтенс» получил третье сотрясение за год. Из-за перенесённых травм в марте 2018 года Си Джей объявил о завершении игровой карьеры.

#### Статистика выступлений в НФЛ

##### Регулярный чемпионат
| Сезон | Команда         | Игры | Приём | Приём | Приём | Приём | Вынос | Вынос | Вынос | Вынос |
| Сезон | Команда         | Игры | Rec   | Yds   | Y/A   | TD    | Att   | Yds   | Y/A   | TD    |
| ----- | --------------- | ---- | ----- | ----- | ----- | ----- | ----- | ----- | ----- | ----- |
| 2014  | Хьюстон Тексанс | 15   | 4     | 28    | 7,0   | 1     | 0     | 0     | 0,0   | 0     |
| 2015  | Хьюстон Тексанс | 16   | 17    | 167   | 9,8   | 1     | 0     | 0     | 0,0   | 0     |
| 2016  | Хьюстон Тексанс | 15   | 54    | 559   | 10,4  | 4     | 0     | 0     | 0,0   | 0     |
| 2017  | Хьюстон Тексанс | 5    | 14    | 127   | 9,1   | 0     | 0     | 0     | 0,0   | 0     |
| Всего | Всего           | 51   | 89    | 881   | 9,9   | 6     | 0     | 0     | 0,0   | 0     |

##### Плей-офф
| Сезон | Команда         | Игры | Приём | Приём | Приём | Приём | Вынос | Вынос | Вынос | Вынос |
| Сезон | Команда         | Игры | Rec   | Yds   | Y/A   | TD    | Att   | Yds   | Y/A   | TD    |
| ----- | --------------- | ---- | ----- | ----- | ----- | ----- | ----- | ----- | ----- | ----- |
| 2015  | Хьюстон Тексанс | 1    | 1     | 1     | 1,0   | 0     | 0     | 0     | 0,0   | 0     |
| 2016  | Хьюстон Тексанс | 2    | 5     | 71    | 14,2  | 1     | 0     | 0     | 0,0   | 0     |
| Всего | Всего           | 3    | 6     | 72    | 12,0  | 1     | 0     | 0     | 0,0   | 0     |